# La Chambre obscure (film, 1969)
Pour les articles homonymes, voir La Chambre obscure.
Pour plus de détails, voir Fiche technique et Distribution.
La Chambre obscure (Laughter in the Dark) est un film franco-britannique réalisé par Tony Richardson, sorti en 1969.

## Synopsis
Pour le film, le cadre de l'histoire a été déplacé du Berlin des années 1930 au Swinging London des années 1960.
Un riche critique d'art marié de 40 ans, Sir Edward More (Nicol Williamson), tombe amoureux d'une jeune fille de 16 ans, Margot (Anna Karina). Cependant, elle le trompe plus tard avec un autre homme (Jean-Claude Drouot), ce qui lui fait perdre la vue alors qu'ils se disputent à ce sujet dans sa voiture et s'écrasent contre une autre voiture. Elle poursuit sa liaison, mais comme Edward est maintenant aveugle, elle peut l'avoir sous les yeux.
Finalement, il découvre la liaison en cours et la confronte avec une arme. Mais elle lui tire dessus et s'enfuit alors que son cadavre gît sur le sol.

## Fiche technique
- Titre : La Chambre obscure
- Titre original : Laughter in the Dark
- Réalisation : Tony Richardson
- Scénario : Edward Bond d'après le roman de Vladimir Nabokov
- Production : Neil Hartley et Elliott Kastner
- Photographie : Dick Bush
- Montage : Charles Rees
- Pays d'origine : France - Royaume-Uni
- Format : Couleurs - Mono
- Genre : Drame
- Durée : 104 minutes
- Date de sortie : 1969

## Distribution
- Nicol Williamson : Sir Edward More
- Anna Karina : Margot
- Jean-Claude Drouot : Herve Tourace
- Peter Bowles : Paul
- Siân Phillips : Lady Elizabeth More
- Sebastian Breaks : Brian
- Kate O'Toole : Amelia More
- Philippa Urquhart : Philippa

## Récompense
- Festival international du film de San Sebastián 1969 : Prix du meilleur acteur pour Nicol Williamson